# Gat bicolor
En els gats, el patró bicolor correspon a un pelatge blanc associat amb un sol altre color. La quantitat de blanc pot anar des d'un simple marcatge als dits («guants») fins a taques de colors barrejats amb el blanc al cap i la cua (patró Van). Un vocabulari específic permet definir la distribució dels colors pel cos.
L'aparició de pèls blancs és codificada pel gen major S, del qual es reconeixen dos al·lels. L'acció d'aquest gen es produeix durant la migració dels melanoblasts durant el desenvolupament embrionari del gató. El conjunt de motius possibles probablement reflecteix la participació de poligens i complica el treball dels criadors, que han d'obtenir els motius definits clarament en els estàndards de les races de gats en les quals s'accepta el pelatge bicolor.
El pelatge té una gran presència en els còmics i els dibuixos animats, amb exemples com el gat Silvestre o Tom de Tom i Jerry. Alguns escriptors, com ara Théophile Gautier, descrigueren el seu gat bicolor. Entre els gats cèlebres bicolors hi ha Oscar, que detectava la mort imminent dels pacients de Rhode Island, i Socks, el gat de Bill Clinton.
El pelatge bicolor també es dona en altres animals domèstics, com ara el cavall, el bou i el conill.